# Campeonato Mundial de Atletismo em Pista Coberta de 2008 - 400 m masculino
A competição dos 400 metros masculino do Campeonato Mundial de Atletismo em Pista Coberta de 2008, foi disputado no Palácio-Velódromo Luis Puig, em Valência.

## Medalhistas
| Ouro                   | Prata               | Bronze            |
| Tyler Christophe (CAN) | Johan Wissman (SWE) | Chris Brown (BAH) |

## Resultados

### Eliminatória
| Bateria | Faixa | Atleta            | Nacionalidade        | Tempo    | Notas | Tempo de reação |
| ------- | ----- | ----------------- | -------------------- | -------- | ----- | --------------- |
| 1       | 6     | Sean Wroe         | Austrália            | 47.23 PB | Q     | 0.239           |
| 1       | 5     | Richard Buck      | Reino Unido          | 47.54    | Q     |                 |
| 1       | 4     | Greg Nixon        | Estados Unidos       | 47.64    |       | 0.165           |
| 1       | 2     | Mark Ujakpor      | Espanha              | 47.94    |       | 0.139           |
| 1       | 3     | Yoann Décimus     | França               | DNS      |       |                 |
| 2       | 4     | Nery Brenes       | Costa Rica           | 46.45 NR | Q     | 0.181           |
| 2       | 6     | Chris Lloyd       | Dominica             | 46.79    | Q     | 0.251           |
| 2       | 3     | Denis Alekseyev   | Rússia               | 47.07    | q     | 0.231           |
| 2       | 5     | Steven Green      | Reino Unido          | 47.44    |       | 0.171           |
| 2       | 2     | Arismendy Peguero | República Dominicana | 47.45    |       | 0.277           |
| 3       | 6     | Tyler Christopher | Canadá               | 47.06    | Q     | 0.253           |
| 3       | 2     | California Molefe | Botswana             | 47.22    | Q     | 0.214           |
| 3       | 5     | Michael Mathieu   | Bahamas              | 47.34    |       | 0.167           |
| 3       | 3     | Clemens Zeller    | Áustria              | 47.34    |       | 0.260           |
| 3       | 4     | Nelton Ndebele    | Zimbabwe             | DNS      |       |                 |
| 4       | 5     | Maksim Dyldin     | Rússia               | 46.96    | Q     | 0.161           |
| 4       | 6     | David Neville     | Estados Unidos       | 47.43    | Q     | 0.227           |
| 4       | 3     | Edino Steele      | Jamaica              | 47.51    |       | 0.261           |
| 4       | 4     | Andrés Silva      | Uruguai              | 47.54 SB |       | 0.250           |
| 4       | 1     | Carlos Santa      | República Dominicana | 48.10    |       | 0.226           |
| 4       | 2     | Dalibor Spasovski | Macedônia do Norte   | DNF      |       |                 |
| 5       | 5     | Johan Wissman     | Suécia               | 46.12 PB | Q     | 0.211           |
| 5       | 6     | Chris Brown       | Bahamas              | 46.47    | Q     | 0.260           |
| 5       | 4     | DeWayne Barrett   | Jamaica              | 47.02    | q     | 0.258           |
| 5       | 1     | Mamoudou Hanne    | Mali                 | 48.44    |       | 0.181           |
| 5       | 3     | Alleyne Francique | Granada              | 48.64    |       | 0.248           |
| 5       | 2     | Takeshi Fujiwara  | El Salvador          | 48.82 NR |       | 0.195           |

### Semifinal
| Bateria | Faixa | Atleta            | Nacionalidade  | Tempo    | Notas | Tempo de reação |
| ------- | ----- | ----------------- | -------------- | -------- | ----- | --------------- |
| 1       | 5     | Tyler Christopher | Canadá         | 46.57    | Q     | 0.253           |
| 1       | 6     | Johan Wissman     | Suécia         | 46.86    | Q     | 0.242           |
| 1       | 3     | Sean Wroe         | Austrália      | 47.13 PB | Q     | 0.257           |
| 1       | 2     | Denis Alekseyev   | Rússia         | 47.18    |       | 0.292           |
| 1       | 4     | California Molefe | Botswana       | 47.74    |       | 0.342           |
| 1       | 1     | David Neville     | Estados Unidos | 48.18    |       | 0.294           |
| 2       | 4     | Chris Brown       | Bahamas        | 46.68    | Q     | 0.254           |
| 2       | 5     | Nery Brenes       | Costa Rica     | 46.85    | Q     | 0.298           |
| 2       | 6     | Maksim Dyldin     | Rússia         | 46.92    | Q     | 0.257           |
| 2       | 3     | Chris Lloyd       | Dominica       | 46.92    |       | 0.189           |
| 2       | 2     | Richard Buck      | Reino Unido    | 47.60    |       | 0.232           |
| 2       | 1     | DeWayne Barrett   | Jamaica        | 48.41    |       | 0.242           |

### Final
| Colocação         | Faixa | Atleta            | Nacionalidade | Tempo    | Tempo de reação |
| ----------------- | ----- | ----------------- | ------------- | -------- | --------------- |
| Medalha de ouro   | 5     | Tyler Christopher | Canadá        | 45.67 WL | 0.241           |
| Medalha de prata  | 4     | Johan Wissman     | Suécia        | 46.04 PB | 0.224           |
| Medalha de bronze | 6     | Chris Brown       | Bahamas       | 46.26 SB | 0.263           |
| 4                 | 3     | Nery Brenes       | Costa Rica    | 46.65    | 0.251           |
| 5                 | 1     | Maksim Dyldin     | Rússia        | 46.79    | 0.248           |
| 6                 | 2     | Sean Wroe         | Austrália     | 46.93 PB | 0.270           |

Legenda
| Recorde mundial       | Recorde mundial (World record)               |                       | Recorde africano                      | Recorde africano (African) |                                           | Q | Classificado por posição (Qualified) |
| Recorde do campeonato | Recorde do campeonato (Championship record)  | Recorde da América    | Recorde da América (Americas)         | q                          | Classificado por melhor tempo (Qualified) |   |                                      |
| Melhor marca do ano   | Melhor marca do ano (World leading)          | Recorde asiático      | Recorde asiático (Asian)              | DNS                        | Não largou (Did not start)                |   |                                      |
| Recorde nacional      | Recorde nacional (National record)           | Recorde europeu       | Recorde europeu (European)            | DNF                        | Não terminou (Did not finish)             |   |                                      |
| Recorde pessoal       | Recorde pessoal do atleta (Personal best)    | Recorde da Oceania    | Recorde da Oceania (Oceania)          | DSQ / DQ                   | Desclassificado (Disqualified)            |   |                                      |
| Recorde da temporada  | Recorde da temporada do atleta (Season best) | Recorde sul-americano | Recorde sul-americano (South America) | NM                         | Sem marca (No mark)                       |   |                                      |